# Alfred Cramail
Alfred Cramail, né le 16 juillet 1834 et mort le 20 septembre 1907, est un historien local et archéologue français.

## Biographie
Alfred François Cramail naît le 16 juillet 1834, dans l’ancien 4e arrondissement de Paris,. Fils d’un important notaire parisien et baignant dans un milieu fortuné, il réunit dans ses salons une élite intellectuelle plusieurs fois par semaine. Veuf assez prématurément, les études archéologiques deviennent sa passion, publiant notamment une monographie sur le château de Malmaison qui représente pour lui un intérêt particulier. C’est également un homme lettré qui s’occupe en composant de la poésie et des madrigaux. Ses étés se déroulent à Fontainebleau où il vient trouver ses beaux-parents Collinet. Il décède le 20 septembre 1907, vers 19 h, à l’âge de 73 ans, à Rueil (depuis Rueil-Malmaison), en son domicile sis rue du Marly. Ses obsèques sont célébrées le 23 dans la même ville.

## Critiques
Après son décès, la Société de l'histoire de Paris et de l'Île-de-France dont il a fait partie, le décrit dans son 3e bulletin de 1908 comme un « un travailleur consciencieux, un esprit distingué et très fin, et qui a fait dans sa vie une large place à l’étude de l’histoire ».